# Dzmitry Miltchakow
Dzmitry Siarheïevitch Miltchakow - du biélorusse : Дзьмітры Сяргеевіч Мільчакоў - ou Dmitri Sergueïevitch Miltchakov - du russe : Дмитрий Сергеевич Мильчаков et en anglais : Dmitri Milchakov - (né le 2 mars 1986 à Minsk en République socialiste soviétique de Biélorussie) est un joueur professionnel de hockey sur glace Biélorusse. Il évolue au poste de gardien de but.

## Biographie

### Carrière en club
Formé au MODO Hockey en Suède, il revient en Biélorussie en 2002. Il découvre alors l'Ekstraliga avec le HK Iounost Minsk. Il devient titulaire dans le championnat national en 2007 avec le HK Vitebsk.

### Carrière internationale
Il représente la Biélorussie au niveau international. Il a participé aux sélections jeunes. Il est sélectionné pour les championnats du monde 2008 et 2011 mais ne dispute aucun match.

## Trophées et honneurs personnels

### Championnat du monde junior
- 2004 : meilleur moyenne de buts alloués de la division 1, groupe B.
- 2006 : meilleur pourcentage d'arrêts de la division 1, groupe B.
- 2006 : meilleur moyenne de buts alloués de la division 1, groupe B.

### Ekstraliga
- 2011 : meilleur pourcentage d'arrêts.
- 2011 : meilleur moyenne de buts alloués.
- 2012 : nommé meilleur gardien.